# Antonio Marinetti (fumettista)
Antonio Marinetti (Napoli, 8 luglio 1975) è un fumettista italiano.
Dopo essersi diplomato all'Istituto d'Arte della propria città, inizia a collaborare con alcune riviste a fumetti di carattere regionale, tra cui Engaso 0.220. Più tardi realizza, per la casa editrice "Universo", una storia breve per la serie "Billiband", sceneggiata da Giuseppe De Nardo. Alla fine degli anni novanta arriva poi la collaborazione con l'Elledì Edizioni, per la quale realizza due volumi della collana "Eduardo a fumetti".

In quello stesso periodo, insegna alla "Scuola Italiana di  Comix" di Napoli. Proprio alla Comix incontra lo scrittore Michele Serio che gli propone di realizzare per il Corriere del Mezzogiorno una storia a fumetti tratta da un suo romanzo, "Uguale".

Nel 2002 entra a far parte dello staff di disegnatori della Sergio Bonelli Editore, prima in Nick Raider per cui disegna tre due albi, poi nella serie Julia per cui disegna 27 albi.
Nel 2007 inizia a collaborare anche con la casa editrice francese Soleil, per la quale ha disegnato il terzo volume della serie "Les Carnets Secrets du Vatican", sceneggiato da Novy e Laurent Queyssi. Inoltre, insieme allo sceneggiatore Dobbs, ha creato la serie "Mister Hyde contre Frankenstein" per lo stesso editore nel 2010. Nel 2018 con lo sceneggiatore Jean-Pierre Pécau realizza il volume "Révolutions - Quand l'Histoire de France a basculé T01"
Nel 2023 entra nello staff di Dylan Dog per cui realizza "Hazel la morta" e "L'oscuro messaggero" e dove tuttora disegna. Nello stesso anno  insegna alla Scuola Internazionale di Comics di Napoli. 
Nel 2024 gli viene assegnato il prestigioso premio ANAFI come miglior disegnatore dell'anno.